# Atalaya del Cañavate
Atalaya del Cañavate település Spanyolországban, Cuenca tartományban. Atalaya del Cañavate Cañada Juncosa, Tébar, Vara de Rey és San Clemente községekkel határos. Lakosainak száma 98 fő (2024).

## Népesség
A település lakosságának változását az alábbi diagram mutatja:
| Lakosok száma | 133  | 119  | 118  | 110  | 122  | 112  | 103  | 112  | 103  | 98   |
|               | 2001 | 2004 | 2006 | 2009 | 2011 | 2014 | 2016 | 2019 | 2021 | 2024 |